# Pengeskab
Et pengeskab er et skab som er beregnet til opbevaring af værdigenstande.
Skabet er designet således at det er svært for uvedkommende at bryde ind i, og også således at skabets indhold skal kunne tåle høj varme ved brand. Pengeskabet er normalt lavet af armeret stålplade, hvis beskaffenhed er hemmelig for at vanskeliggøre indbrud. 
Pengeskabe findes i flere forskellige sikkerhedsklasser.